# ولکی کرلو
ولکی کرلو (به چکی: Velký Karlov) یک منطقهٔ مسکونی در جمهوری چک است که در Znojmo District واقع شده‌است.

## خصوصیات
ولکی کرلو ۱۳٫۴۸ کیلومترمربع مساحت و ۴۲۵ نفر جمعیت دارد و ۲۰۶ متر بالاتر از سطح دریا واقع شده‌است.